# Rhopalomyia tripleurospermi
Rhopalomyia tripleurospermi är en tvåvingeart som beskrevs av Skuhrava och Hinz 2000. Rhopalomyia tripleurospermi ingår i släktet Rhopalomyia och familjen gallmyggor.
Artens utbredningsområde är Slovakien. Inga underarter finns listade i Catalogue of Life.